# Transforma Puerto Varas
Transforma Puerto Varas es un movimiento político independiente local de la ciudad de Puerto Varas.
En enero de 2021, inscribieron como candidatos independientes fuera de pacto, las candidaturas para alcalde y concejala de Puerto Varas, de Tomás Gárate Silva y Rocío Alvarado Díaz, iniciando así su historial electoral. Ese mismo año lograrían la victoria de ambas candidaturas en las elecciones municipales, llevando por primera vez a un movimiento ciudadano a la administración de la comuna de Puerto Varas.
También forman parte del movimiento, la SEREMI de la Mujer y la Equidad de Género de la Región de Los Lagos, Macarena Gré Briones, y la Jefa de Unidad Regional SUBDERE, Camila Ponce Contreras.

## Autoridades

#### Alcaldes
| Alcalde            | Región    | Comuna                                                  |
| ------------------ | --------- | ------------------------------------------------------- |
| Tomás Gárate Silva | Los Lagos | Puerto Varas (Electo como independiente fuera de pacto) |

#### Concejales
| Concejal            | Región    | Comuna                                                  |
| ------------------- | --------- | ------------------------------------------------------- |
| Rocío Alvarado Díaz | Los Lagos | Puerto Varas (Electa como independiente fuera de pacto) |